# فرودگاه فوت ورث الاینس
فرودگاه فوت ورث الاینس (به انگلیسی: Fort Worth Alliance Airport) یک فرودگاه همگانی بهره‌برداری هوایی با کد یاتا AFW است که یک باند فرود بتن دارد و طول باند آن ۲۹۲۶ متر است. این فرودگاه در شهر فورت وورث کشور ایالات متحده آمریکا قرار دارد و در ارتفاع ۲۲۰ متری از سطح دریا واقع شده‌است.